# Parananochromis
Parananochromis är ett släkte av fiskar. Parananochromis ingår i familjen Cichlidae.
Kladogram enligt Catalogue of Life:
| Parananochromis | \| \| Parananochromis axelrodi \| \| \| \| \| \| Parananochromis brevirostris \| \| \| \| \| \| Parananochromis caudifasciatus \| \| \| \| \| \| Parananochromis gabonicus \| \| \| \| \| \| Parananochromis longirostris \| \| \| \| \| \| Parananochromis ornatus \| \| \| \| |
|                 | \| \| Parananochromis axelrodi \| \| \| \| \| \| Parananochromis brevirostris \| \| \| \| \| \| Parananochromis caudifasciatus \| \| \| \| \| \| Parananochromis gabonicus \| \| \| \| \| \| Parananochromis longirostris \| \| \| \| \| \| Parananochromis ornatus \| \| \| \| |
|                 | Parananochromis axelrodi |
|                 | |
|                 | Parananochromis brevirostris |
|                 | |
|                 | Parananochromis caudifasciatus |
|                 | |
|                 | Parananochromis gabonicus |
|                 | |
|                 | Parananochromis longirostris |
|                 | |
|                 | Parananochromis ornatus |
|                 | |